# Dobhane
Dobhane (nep. दोभाने) – gaun wikas samiti we wschodniej części Nepalu w strefie Kośi w dystrykcie Bhojpur. Według nepalskiego spisu powszechnego z 2001 roku liczył on 958 gospodarstw domowych i 5088 mieszkańców (2628 kobiet i 2460 mężczyzn).